# Clearwater Lake, Manitoba
Clearwater Lake är en sjö i Kanada.   Den ligger i provinsen Manitoba, i den centrala delen av landet, 2 000 km väster om huvudstaden Ottawa. Clearwater Lake ligger 257 meter över havet. Arean är 302 kvadratkilometer. Den sträcker sig 20,3 kilometer i nord-sydlig riktning, och 23,4 kilometer i öst-västlig riktning.
Trakten runt Clearwater Lake är nära nog obefolkad, med mindre än två invånare per kvadratkilometer.